# Cleveland Bay (vik i Australien)
Cleveland Bay är en vik i Australien. Den ligger i delstaten Queensland, omkring 1 100 kilometer nordväst om delstatshuvudstaden Brisbane.
Savannklimat råder i trakten. Genomsnittlig årsnederbörd är 1 076 millimeter. Den regnigaste månaden är mars, med i genomsnitt 273 mm nederbörd, och den torraste är september, med 4 mm nederbörd.